# Platyrrhacus sarasinorum
Platyrrhacus sarasinorum är en mångfotingart som beskrevs av Carl 1912. Platyrrhacus sarasinorum ingår i släktet Platyrrhacus och familjen Platyrhacidae. Inga underarter finns listade i Catalogue of Life.